# Roland Mack
Pour les articles homonymes, voir Mack.
Roland Mack, né le 12 octobre 1949 à Fribourg-en-Brisgau, est un chef d'entreprise allemand. Il a fondé le parc de loisirs Europa Park avec son père Franz Mack en 1975. Il est aussi le fondateur du parc aquatique Rulantica qui se trouve à côté de Europa Park.

## Biographie
Roland Mack est un membre de la septième génération de la famille Mack qui possède une entreprise de constructions d'attractions foraines à Waldkirch dans le Bade-Würtemberg en Allemagne. À 16 ans, son père l'envoie à la Foire du Trône (Paris) pour apprendre le français et l'y aide à négocier des contrats. Il est le fils aîné de Franz Mack et le frère de Jürgen Mack.
De 1969 à 1974, il fait des études d'ingénieur mécanique à l'université de Karlsruhe. En 1972, Roland accompagne son père aux États-Unis et visite avec lui plusieurs parcs d’attraction américains pendant deux semaines. C'est à cette époque que prend corps l'idée de créer un parc d'attractions familial pour présenter les manèges et les produits fabriqués dans leurs entreprises de Waldkirch. Il termine ensuite ses études sanctionnées par un diplôme d'ingénieur en 1975, l'année où il devient le cofondateur, avec son père, du parc de loisirs Europa Park, installé à Rust dans la plaine de Bade ; parc élu meilleur parc d'attraction 5 fois consécutives.
Il est alors directeur associé avec son père de l'entreprise MACK Rides GmbH & Co à Waldkirch et d'Europa Park. En 1987, son père s'étant retiré, il conserve la direction avec son frère Jürgen et Christel Mack-Even.
Il s'est marié en 1974 (avec Marianne Mack) et a deux fils et une fille (Michael, Thomas et Ann-Kathrin).

## Distinctions
- Chevalier de l'ordre du Mérite de la République fédérale d'Allemagne (Bundesverdienstkreuz am Bande), en 1999
- Chevalier de l'ordre national du Mérite, en 2002
- Chevalier de l'ordre des Palmes académiques, en 2003
- Entrepreneur de l'année dans la catégorie Prestation de service, en 2003
- Médaille d'argent de la Fondation du Mérite européen, en 2007
- Médaille Lorenz Werthmann pour son engagement social, en 2008
- Chevalier de la Légion d’honneur, en 2008
- Officier de la Légion d'honneur, en 2025
- Membre d'honneur (Ehrensenator) du Sénat (sorte de conseil scientifique) de l'Université de Fribourg-en-Brisgau, en 2008
- Président de l'IAAPA, le 15 novembre 2011 à Orlando (Floride), États-Unis[5]
- Officier de l'ordre du Mérite de la République fédérale d'Allemagne (Verdienstkreuz I. Klasse), en mai 2014[6]
- Officier de l'ordre des Palmes Académiques, en novembre 2015[7].
- Membre du "Hall of Fame" de l'IAAPA[8]

### Sources
- Europa-Park, Vista Point, 2005

- (de) Cet article est partiellement ou en totalité issu de l’article de Wikipédia en allemand intitulé « Roland Mack » (voir la liste des auteurs).